# Bucht der Wale
Koordinaten: 78° 30′ S, 164° 20′ W

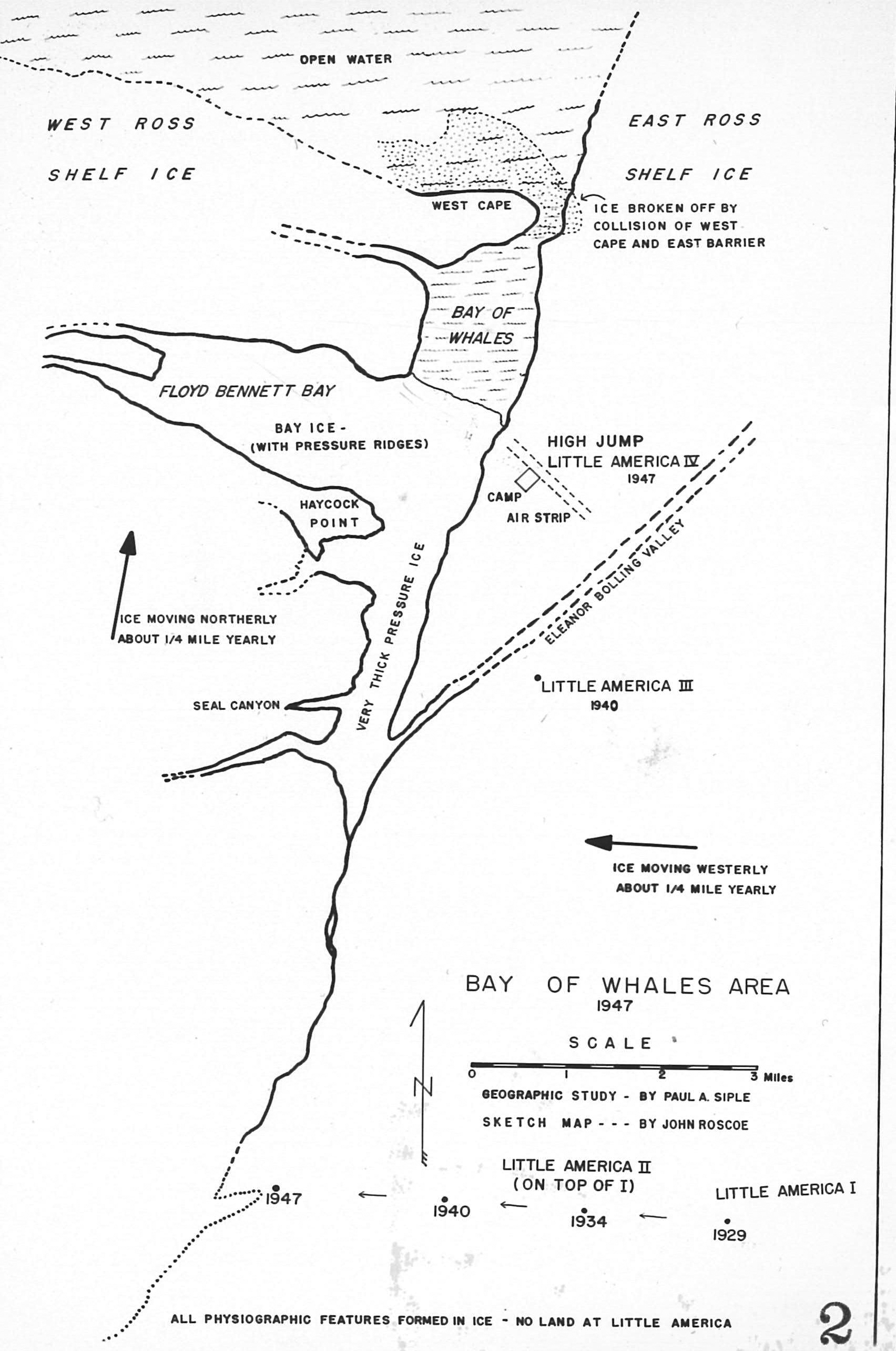
Kartenskizze von 1947 mit der Bay of Whales im Norden

Die Bucht der Wale war eine Bucht an der Kante des Ross-Schelfeises nördlich der Roosevelt-Insel in der Antarktis. Sie war die südlichste Stelle offenen Meeres, nicht nur des Rossmeeres, sondern weltweit. Alle weiter südlich gelegenen Meeresgebiete sind vom Filchner-Ronne-Schelfeis und vom Ross-Schelfeis bedeckt.
Durch den Abbruch des 154 Kilometer langen und 35 Kilometer breiten Eisbergs B-9 im Jahr 1987 verschwand auch die Bucht.
Vorläufer dieser Bucht waren die Borchgrevink-Bucht und das östlich davon gelegene so genannte Barrier Inlet, die während der Southern-Cross-Expedition (1898–1900) beziehungsweise während der Discovery-Expedition (1901–1904) entdeckt wurden. Bei der Suche nach dem Barrier Inlet durch Ernest Shackleton während der Nimrod-Expedition wurde bei Positionsbestimmungen am 24. Januar 1908 ermittelt, dass sowohl das fjordartige Inlet als auch die Borchgrevink-Bucht durch Abbrechen großer Eismassen vom Ross-Schelfeis verschwunden waren. Die so entstandene Bucht benannte Shackleton nach der großen Anzahl Wale, die dort gesichtet wurden. Die Beschaffenheit der Bucht ändert sich fortwährend. Forschungen einer Expedition unter der Leitung von Richard Byrd von 1934 ergaben, dass der Ort auf der Verbindung zweier verschiedener Eissysteme liegt, deren Bewegungen von der teilweise unter dem Schelfeis liegenden vergletscherten Roosevelt-Insel beeinflusst werden.
Der natürliche Hafen diente als Ausgangslager für Roald Amundsens erfolgreiche Expedition zum Südpol 1911. Im Gegensatz zu Shackleton, der drei Jahre vorher eine Anlandung wegen abbrechender Eismassen ausschloss, wählte Amundsen die Bucht für sein Basislager Framheim, da er irrtümlich postulierte, die Eismassen ruhten stabil auf Meeresgrund. Die ersten amerikanischen Antarktisexpeditionen folgten zunächst Amundsens Wahl der Bucht der Wale, so als Ausgangslager Richard Byrds von 1928 bis 1930, als Ziel von Lincoln Ellsworths Transantarktisflug 1935 und als Westbasis des United States Antarctic Program von 1939 bis 1941.

## Bildergalerie

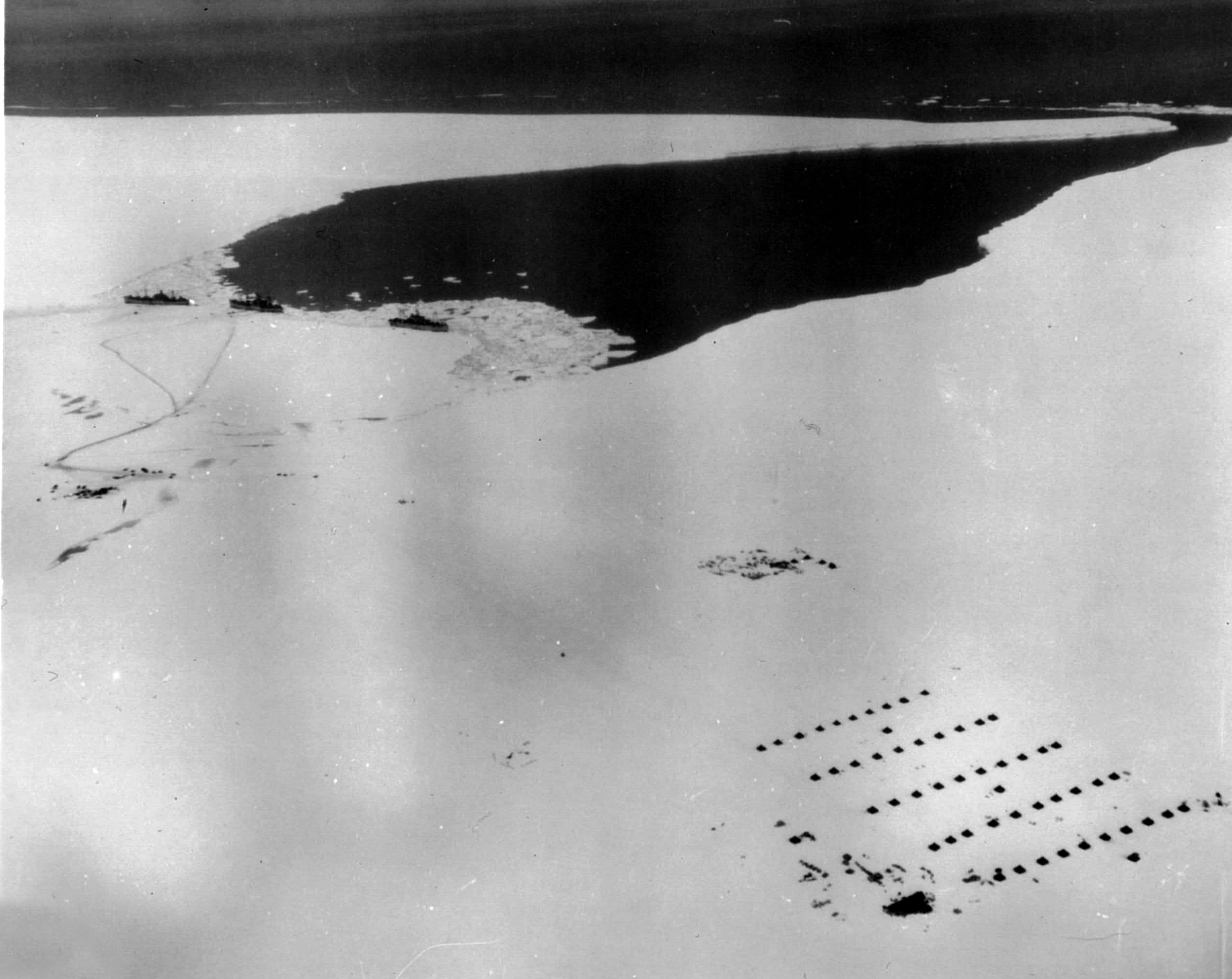
Luftaufnahme der Bucht mit der Station Little America IV (südlicher Sommer 1946–47)
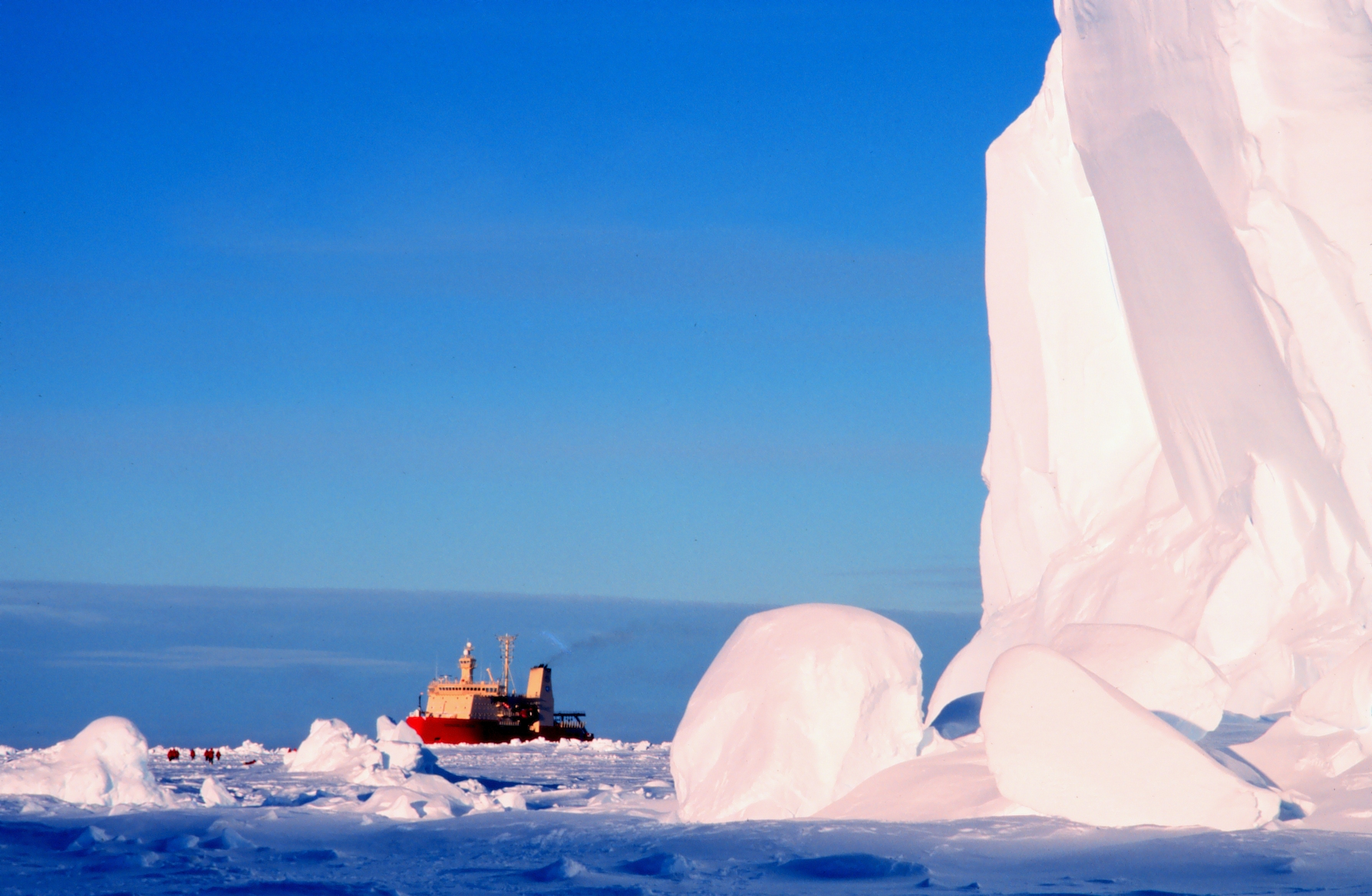
Eisbrecher in der ehemaligen Bucht der Wale (Januar 1999)
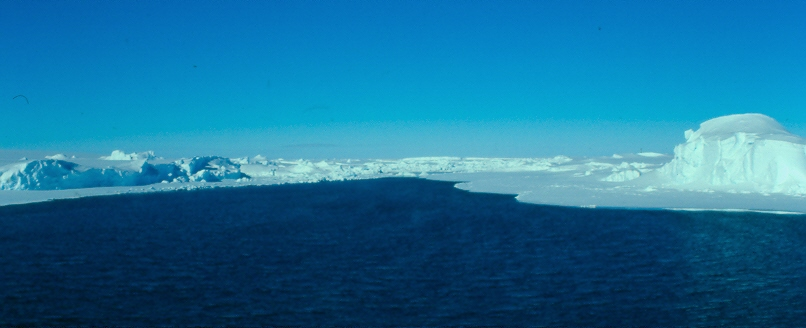
Ehemalige Bucht der Wale (vor 2007)